# Биплан (группа)

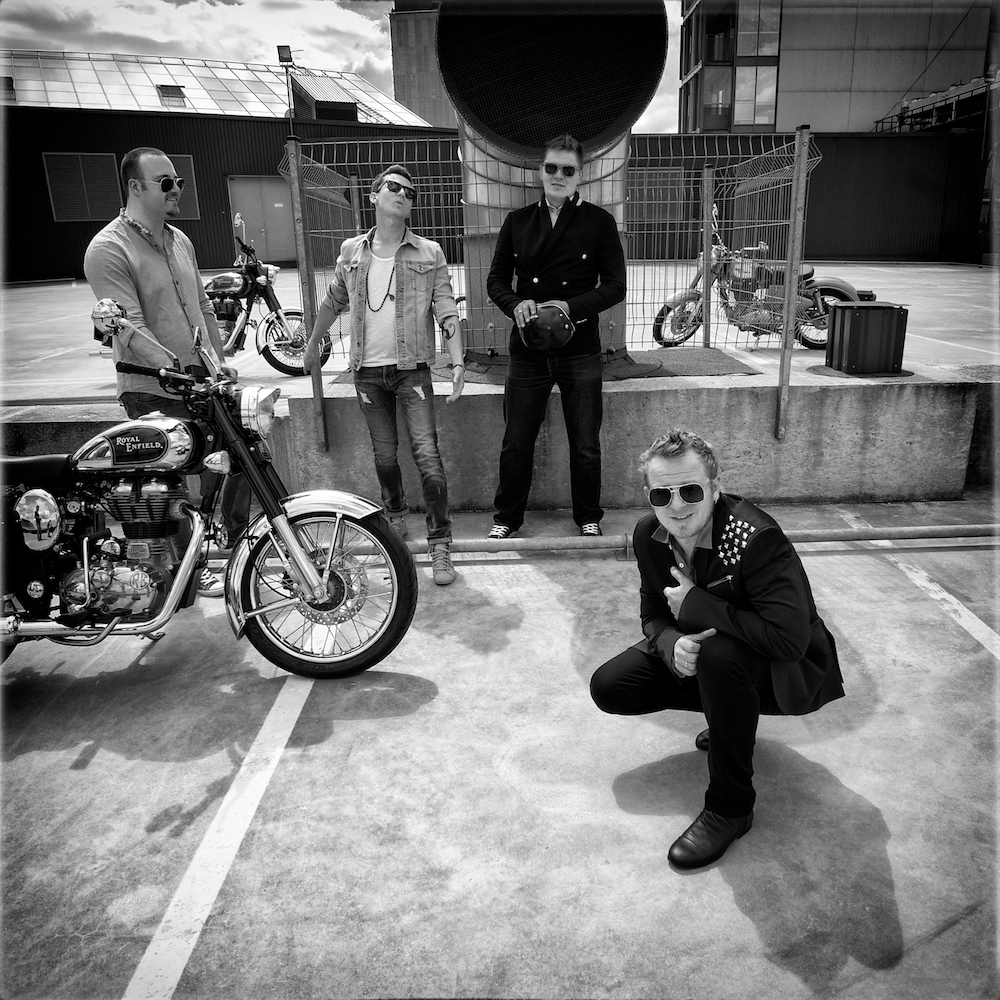

Биплан (Biplan) — литовская группа, играющая в стиле поп-рок и инди-фолк. Один из самых популярных литовских музыкальных коллективов.
Группа образовалась в Вильнюсе в 1995 году. Участниками первого состава были Макс Мельман (вокал, гитара, акустическая гитара), Олег Алексеев (гитара, вокал), Артем Мышкин (бас-гитара) и Вячеслав Алексеев (ударные).

## Начало
После первых попыток найти свой стиль трамплином к успеху для группы стали выступления на Фестивале худших групп и фестивале «Рок-марш» (1996 год). В 1997 году группа выпустила дебютный альбом «Banzai» («Банзай»).

## Активная музыкальная деятельность
Второй альбом музыкантов «Braškės» («Клубника») был выпущен в 1998 году. Некоторые песни с этого диска — «Labas rytas» («С добрым утром»), «Nupiešiu» («Нарисую»), «Tiktai ten» («Только там») и другие — мгновенно обрели популярность в Литве, а сам альбом на ежегодном вручении музыкальных наград «Bravo» в Литве был признан лучшим альбомом года. Одновременно «Biplan» признается лучшей рок-группой года и лучшей группой года по версии радиостанции «Radiocentras».

## Популярность за границами Литвы
1999 год ознаменовался началом карьеры группы в странах СНГ. Русскоязычная версия песни «С добрым утром» становится суперхитом на территории Содружества. «Биплан» выступает на одной сцене с ярчайшими музыкантами СНГ, принимает участие в грандиозном фестивале «Рок-Киев» (Украина), издает альбом «Блондинкам», предназначенный для российского рынка.
В 2000 году группа выпускает альбом «Jazz‘e tik merginos» (в 2001 году появляется русскоязычный аналог альбома «В джазе только девушки»), подаривший хиты «Kino filmai» (рус. «Киносны») и «Čiao bambino» (рус. «Чао бамбино»). В том же году «Biplan» выступает на одном из крупнейших российских фестивалей «Максидром», а также на музыкальных фестивалях в Косово и Албании.
В 2015 записали песню на украинском языке «Ми Вічно Юні», которая быстро набрала популярности по всей территории Украины.

## «Chuligans» и «Nuodai»
В 2003 году «Biplan» совместно с исполнителем Сварасом из группы «G&G Sindikatas» записывает песню «1005b», которая была включена в документальный фильм Римаса Бружаса «IX форт. Побег из ада».
В 2005 году «Biplan» выпустил свой четвёртый студийный альбом «Chuligans» («Хулиганы»), куда вошли хиты «Šok ir nesustok» («Танцуй без остановки»), «Seksodromai» («Сексодромы» — песня, посвященная борьбе со СПИДом) и «Taxi» («Такси»). В 2007 году группа активно выступает с концертами в Англии, Франции, Германии.
После этого альбома в 2008 году последовал хит «Aš be tavęs ne aš» («Я без тебя не я»), записанный с певицей Кариной. В 2009 году появляется зрелый альбом с несколько изменившимся звучанием «Nuodai. P.S. Lyg paskutinį kartą» («Яд. P.S. Будто в последний раз»), куда вошли хиты «Jūros gilumos akių mergaitė» («Девочка с глазами цвета морских глубин», на русском записана как «Последний день на луне»), «Nuodai» («Яд», на русском записана как «Сладким ядом»), «Ar lauksi?» («Будешь ли ждать?», на русском записана как «Скажи мне (Дюны)») и уже упомянутая песня «Aš be tavęs ne aš» («Я без тебя не я»).
В том же году на вручении музыкальных наград радиостанции «Radiocentras» «Biplan» был признан лучшей литовской рок-группой года, а по данным Литовского агентства авторских и смежных прав, вторично (после 2002 года) «Biplan» стал самой востребованной группой в Литве.

## «Meilė» и «Plius/Minus»
Летом 2012 года группа выпустила EP «Meilė» («Любовь»), куда были включены записанные за последнее время радиосинглы «Ji sako» («Она говорит», на русском записана как «Хисако»), «Fizika» («Физика», на русском записана тоже как «Физика»), «Plius/Minus. Viskas bus gerai» («Плюс/Минус. Все будет хорошо», на русском записана как «Плюс/Минус»), а также новая песня «Meilė» (Любовь") и несколько ремиксов. Этот альбом, как и прежние альбомы «Chuligans» («Хулиганы») и «Nuodai» («Яд»), распространялся также в цифровых интернет-магазинах по всему миру. Группа посетила с концертами США и Ирландию.
Осенью 2012 года группа вернулась на российский рынок с альбомом «Plius/Minus» («Плюс/Минус»), записанный на основе литовских альбомов «Nuodai» и «Meilė». Одновременно были организованы концерты в Киеве, Москве, Санкт-Петербурге, а ещё через несколько месяцев — в Минске, Даугавпилсе и Ялте.
В начале 2013 года «Biplan» вновь стал одной из наиболее востребованных групп Литвы по версии AGATA (Литовской ассоциации смежных прав). В феврале совершенно новая песня группы «Amore» была использована в аудиодорожке кинофильма «Valentinas vienas» («Одинокий Валентин») и стала главным хитом на большинстве литовских радиостанций. Видеоклип на эту песню собрал более 1,5 млн просмотров на сайте «YouTube» и стал самым популярным видеоклипом группы в интернете.
Весной «Biplan» провел акустический концертный тур «Amore» по Литве и Норвегии, который завершился концертом в вильнюсском костеле св. Котрины. В июне группа отправилась на гастроли по Украине (где также записали свой концерт для программы «Музика для дорослих з Марією Бурмакою» на ТВі), в июле выступила на крупнейшем музыкальном фестивале Белоруссии «Мост» и на крупнейшем музыкальном фестивале России «Нашествие».
Летом 2013 года группа записала свой хит «Amore» на украинском языке, а в Литве представила свои новейшие песни «O mes prie jūros» («А мы у моря») и «Sapnų gaudyklė (Hey Ya Ho)» («Ловец снов (Хей я хо)»). В конце года группа выиграла награду агентства смежных прав Литвы AGATA за наиболее исполняемую песню 2013 года в Литве «Amore», а в литовских музыкальных награждениях М. А. М. А. в январе 2014 г. была признана попгруппой года.

## Состав группы
- Макс Мельман — вокал, гитара.
- Олег Алексеев — гитара.
- Серж Грей — бас-гитара, клавишные.

Бывшие участники:
- Артём Мышкин — бас-гитара (1995—2005)
- Слава Алексеев — барабаны (1995—2001)
- Александр Казакевич — барабаны (2001—2018)

## Дискография
Альбомы:
- 1997 — Banzai
- 1998 — Braškės
- 1999 — Блондинкам
- 2000 — Jazz’e tik merginos
- 2001 — В джазе только девушки
- 2005 — Chuligans
- 2009 — Nuodai. P.S. Lyg paskutinį kartą
- 2012 — EP Meilė
- 2012 — Плюс/Минус
- 2014 — Visi keliai veda prie jūros
- 2015 — Kino filmai
- 2016 — Biplan 20!
- 2018 — Meile nesibaigia
- 2018 — Taves visi pasiilgo
- 2018 — I taikini

- 2019 — Nuo nulio iki mėnulio
- 2020 — Is tasko A
- 2020 — Sypsenos 2020
- 2020 — Kapitonai
- 2020 — Amore
- 2020 — Ketvirtadienis
- 2021 — Dziaze tik merginos
- 2021 — Vasara nesibaigs
- 2021 — Kaledos

Видеоклипы:
- Someday — 1997 (реж. Ремигиюс Руокис)
- Labas rytas — 1998, С добрым утром — 1999 (реж. Донатас Улвидас)
- Šypsenos — 1999 (реж. Марюс Каваляускас)
- Čiao Bambino — 2000, Чао бамбино — 2000
- Sexodromai — 2002 (реж. неизвестен)
- 1005 B — 2004, 1005 B — 2005 (реж. Римас Бружас)
- Šok ir nesustok — 2006 (реж. Римас Бружас)
- Aš be tavęs ne aš — 2008 (реж. Римас Бружас)
- 1000 kelių — 2011
- Meilė — 2012 (реж. «Biplan»)
- Meilė (ArtG remix) — 2012 (реж. «Biplan»)
- Plius/Minus (Viskas bus gerai), Плюс/Минус — 2012 (реж. Матвей Сабуров)
- Последний день на луне — 2013 (реж. Солвейга Зубрицкиенэ)
- Amore — 2013 (реж. Вайгинта Перкаускайте)
- O mes prie jūros — 2013 (реж. Саулюс Барадинскас)
- Kapitonai — 2014
- Iš taško A — 2014 (реж. Пиюс Вэберис)
- Už laisvę! — 2015 (реж. Римас Бружас) Ми Вічно Юні — 2015